# Charlie Danny Heatubun
Charlie Danny Heatubun ( 1973) es un botánico indonesio. Es especialista en palmas.

## Biografía
En 2011, obtuvo un postdoctorado por Kew Gardens, Inglaterra, con el "Proyecto Palmas del Viejo Mundo". El Ph.D. "summa cum laude" por la Universidad Agrícola de Bogor (IPB) y el Real Jardín Botánico de Kew, con la tesis "Sistemática y Evolución del genus de palma Areca L." 2009 - S-2 IPB con la tesis "Monografía del género de palma Cyrtostachys Blume" 2006 - S-1 Departamento de Silvicultura de la Facultad de Agronomía de la Universidad de Paraíso, Manokwari, Papúa (ahora Facultad de Ciencias Forestales de la Universidad Estatal de Papúa / Unipa), 1997

## Algunas publicaciones
- c.h. HEATUBUN. 2008. A new Areca from western New Guinea Archivado el 5 de marzo de 2016 en Wayback Machine.. Palms 52 (4): 198-202

- w.j. BAKER, s. ZONA, c.d. HEATUBUN, c.e. LEWIS, r.a. MATURBONGS, m.v. NORUP. 2006. Dransfieldia (Arecaceae) – A new palm genus from western New Guinea. Syst. Bot. 31: 61–69

- 2005. The rediscovery of Beccari’s Nenggela flabellata in Irian Jaya Barat. Folia Malaysiana 6: 27–34

### Libros
- . 1995.

## Honores
- junio de 2013-presente: profesor invitado en el Real Jardín Botánico de Kew
- enero de 2013-presente: Jefe de Investigación del Ambiente Centro Unipa
- octubre de 2012-presente: profesor de la Facultad de Ciencias Forestales Unipa[2]
- La abreviatura «Heatubun» se emplea para indicar a Charlie Danny Heatubun como autoridad en la descripción y clasificación científica de los vegetales.[3]